# Wardell Gray
Wardell Gray (Oklahoma City, 13 februari 1921 - Las Vegas, 25 mei 1955) was een saxofonist (tenorsaxofoon en altsaxofoon) in de moderne jazz (swing en bop).

## De beginjaren
Gray groeide op in Detroit, waar hij op aanraden van zijn zwager klarinet begon te spelen. Nadat hij een plaat van Lester Young had gehoord, koos hij voor de tenorsaxofoon. Hij speelde in de bands van Isaac Goodwin, Dorothy Patton, Jimmy Raschel en Benny Carew., allemaal groepen in Michigan. In de periode 1943-1945 tourde hij met Earl Hines, aanvankelijk spelend op de altsaxofoon, omdat er al tenorsaxofonisten waren. Met Hines maakte Gray ook zijn eerste opnames.

## Los Angeles
Eind 1946 ging Gray in Los Angeles wonen, waar hij onder eigen naam zijn eerste opnames maakte, voor het platenlabel Sunset Records. Ook speelde hij mee bij opnames van Charlie Parker voor Dial Records, het label van Ross Russell. In clubs aan Central Avenue vocht hij tenor-battles uit met collega Dexter Gordon. Platenbaas Russell was over die muziek zo enthousiast, dat hij de twee musici uitnodigde voor plaatopnames. De opnames, die hun 'battles' moesten simuleren, kwamen uit op het album "The Chase", een plaat die Gray nationale bekendheid gaf en door sommigen de meest opwindende muziekwedstrijd op plaat in de geschiedenis van de jazz wordt genoemd. In Los Angeles speelde Gray bij Benny Carter en Ivory Joe Hunter, ook toerde hij, in 1947, met de kleine groep van Billy Eckstine. 
In 1947 speelde Gray kort bij Al Killian. Dat jaar hoorde bandleider Benny Goodman hem spelen en de klarinettist was zo onder de indruk, dat hij hem aannam voor zijn kleine bebop-groep. Deze band had weinig financieel succes en Goodman stopte er na enige tijd mee. Hierna werkte hij bij de bigband van Count Basie (1948/1949), ook maakte hij opnames met Tadd Dameron en Al Haig. Na, opnieuw, een korte tijd bij Goodman keerde hij in 1950 terug bij Count Basie (1950-1951). Hij besloot uiteindelijk bij Basie weg te gaan vanwege het reizen, hij wilde hij meer tijd besteden aan zijn gezin. Hij speelde nog wel (onder andere een concert met de band van Gerald Wilson) en ook maakte hij nog opnames. Hij nam een 'live'-album op met Dexter Gordon en dook de studio in met Art Farmer/Hampton Hawes en Teddy Charles. Gray leek echter zijn belangstelling voor de muziek te verliezen, mogelijk als gevolg van het feit dat hij in die tijd verslaafd raakte aan drugs.

## Overlijden
De muzikant overleed in 1955 onder mysterieuze omstandigheden in Las Vegas, waar hij aanwezig was voor werk met Benny Carter in de club 'Moulin Rouge'. Hij werd ergens in een stuk woestijn met een gebroken nek gevonden. Als doodsoorzaak werd accidental death gegeven, maar aangezien het onderzoek niet erg zorgvuldig was, blijft hierover nog steeds onzekerheid.

## Betekenis
Gray geldt na Dexter Gordon als een van de beste tenorsaxofonisten uit het bop-tijdperk. Hij was beïnvloed door Lester Young en wordt gezien als een voorloper van Stan Getz.

## Discografie (selectie)
- The Chase and the Steeplechase (met Dexter Gordon), Decca, 1952
- Los Angeles All Stars, Prestige Records, 1953
- Memorial, Vol. 1, Prestige Records, 1955
- Memorial, Vol. 2, Prestige Records
- Way Out Wardell, Modern Records, 1956
- The Master Swingers! (met Dexter Gordon), Fontana, 1965
- Live in Hollywood (opnames 1952), Xanadu Records, 1978
- And the Big Bands, Official Records, 1989

- Bibliothèque nationale de France: cb13894680x (data)
- Gemeinsame Normdatei: 131621270
- International Standard Name Identifier: 0000 0000 5515 1763
- Library of Congress Control Number: n81132017
- MusicBrainz: ab2f2944-545f-4ea5-8ff0-31a5723ff5f3
- Nationale Bibliotheek van Israël: 987007354573405171
- Nederlandse Thesaurus van Auteursnamen: 097837377
- Istituto Centrale per il Catalogo Unico: FERV076332
- SNAC: w6gf3hx3
- Système universitaire de documentation: 084288396
- Virtual International Authority File: 76500225
- WorldCat: E39PBJy4fjhbYgG8JV7xxBcXVC